# Karel Paar
Karel Paar (* 3. Januar 1945 in Brno) ist ein ehemaliger tschechoslowakischer Radrennfahrer.

## Sportliche Laufbahn
Paar war im Bahnradsport aktiv. Er war Teilnehmer der Olympischen Sommerspiele 1964 in Tokio. Im Tandemrennen wurde er mit seinem Partner Karel Štark auf em 5. Rang klassiert.
1966 und 1967 war Paar jeweils Zweiter der nationalen Meisterschaft im Tandemrennen.